# Teucrium soloitanum
Teucrium soloitanum là một loài thực vật có hoa trong họ Hoa môi. Loài này được (Maire) T.Navarro & Rosua miêu tả khoa học đầu tiên năm 1991.